# Peugeot 402
Peugeot 402 je model automobilu, který v různých variantách vyráběla francouzská automobilka Peugeot v letech 1935 až 1942. Jde o vůbec první kabriolet na světě, který měl pevnou střechu. Výrazným prvkem jsou světlomety umístěné uprostřed vozu za mřížkou. Vyráběn byl se čtyřválcovým řadovým vodou chlazeným motorem o objemu 1991 cm³ (do roku 1938) a následně 2142 cm³. Rozvory se rovněž různily (krátký 2880 mm, klasický 3150 mm a dlouhý 3300 mm). V různých provedeních bylo modelu 402 vyrobeno přibližně 75 tisíc kusů. Jedna z verzí měla v zadní části umístěnou aerodynamickou „ploutev“.